# Ziama Mansouriah
Ziama Mansouriah (în arabă زيامة منصورية) este o comună din provincia Jijel, Algeria.
Populația comunei este de 12.642 de locuitori (2008).